# Hạt điểm
Hạt điểm (còn được gọi là hạt lý tưởng hay hạt tương tự điểm) là sự lý tưởng hóa các hạt được sử dụng nhiều trong vật lý. Đặc điểm định nghĩa nó là nó thiếu mở rộng không gian: là đại lượng không có chiều, nó không chiếm chỗ trong không gian. Hạt điểm là sự đại diện thích hợp của bất kỳ vật thể nào khi kích thước, hình dạng và cấu trúc của nó không liên quan trong bối cảnh đã cho. Ví dụ, từ khoảng cách đủ xa, bất kỳ vật thể nào có kích thước hữu hạn sẽ nhìn và hành xử tương tự như một vật thể giống như một hạt điểm. Hạt điểm cũng có thể được nói đến trong trường hợp vật thể chuyển động theo các thuật ngữ vật lý.
Trong lý thuyết về hấp dẫn, các nhà vật lý thường thảo luận về khối lượng điểm, nghĩa là một hạt điểm có khối lượng khác 0 và không có tính chất hoặc cấu trúc nào khác. Tương tự như vậy, trong điện từ học, các nhà vật lý thảo luận về một điện tích điểm, một hạt điểm với điện tích khác không.
Đôi khi, do các kết hợp cụ thể của các thuộc tính, các vật thể mở rộng hoạt động giống như một hạt điểm ngay trong vùng lân cận gần nhất của chúng. Ví dụ, các vật thể hình cầu tương tác trong không gian ba chiều với các tương tác của chúng được mô tả theo luật bình phương nghịch đảo hành xử theo cách như thể tất cả vật chất của chúng tập trung ở tâm khối lượng của chúng. Chẳng hạn, trong định luật vạn vật hấp dẫn của Newton và điện từ học cổ điển, các trường tương ứng bên ngoài một vật thể hình cầu giống hệt như các hạt điểm có điện tích/khối lượng tương đương nằm tại tâm quả cầu.
Trong cơ học lượng tử, khái niệm hạt điểm là phức tạp theo nguyên lý bất định Heisenberg, bởi vì ngay cả một hạt cơ bản không có cấu trúc bên trong cũng chiếm một thể tích khác không. Ví dụ, quỹ đạo nguyên tử của một electron trong nguyên tử hydro chiếm thể tích ~10−30 m³. Tuy nhiên, vẫn có sự phân biệt giữa các hạt cơ bản như electron hay quark không có cấu trúc bên trong với các hạt phức hợp như proton có cấu trúc bên trong: Một proton được tạo thành từ ba quark. Các hạt cơ bản đôi khi được gọi là "hạt điểm", nhưng điều này theo một nghĩa khác so với thảo luận ở trên.

## Thuộc tính tập trung tại một điểm duy nhất
Khi một hạt điểm có thuộc tính bổ sung, như khối lượng hay điện tích, tập trung tại một điểm duy nhất trong không gian, điều này có thể được biểu diễn bằng hàm delta Dirac.

## Khối lượng điểm vật lý

Một ví dụ về khối lượng điểm được vẽ trên lưới. Khối lượng trong vùng màu xám có thể được đơn giản hóa thành một khối lượng điểm (vòng tròn màu đen). Một thực tiễn là biểu diễn khối lượng điểm dưới dạng một vòng tròn nhỏ hoặc một chấm, do một điểm thật sự là vô hình.

Khối lượng điểm là một khái niệm, như trong vật lý cổ điển, của một vật thể vật lý (thường là vật chất) có khối lượng khác không, nhưng rõ ràng và cụ thể là (hoặc được cho là hay được mô hình hóa như là) có thể tích hay các kích thước tuyến tính vô cùng nhỏ.

### Ứng dụng
Một sử dụng phổ biến của khối lượng điểm là trong phân tích các trường hấp dẫn. Khi phân tích các lực hấp dẫn trong một hệ thống, người ta không thể tính toán đến từng đơn vị khối lượng riêng lẻ. Tuy nhiên, một vật thể đối xứng hình cầu tác động đến các vật thể bên ngoài về mặt hấp dẫn như thể tất cả khối lượng của nó tập trung tại tâm của nó.

## Khối lượng điểm xác suất
Khối lượng điểm trong xác suất và thống kê không đề cập đến khối lượng theo nghĩa vật lý, thay vì thế nó đề cập đến một xác suất hữu hạn khác không tập trung tại một điểm trong phân bố khối lượng xác suất, trong đó nó là một đoạn không liên tục trong hàm mật độ xác suất. Để tính khối lượng điểm như vậy, một tích phân được thực hiện trên toàn bộ phạm vi của biến ngẫu nhiên theo mật độ xác suất của phần liên tục. Sau khi đặt phương trình tích phân này bằng 1, khối lượng điểm có thể được tìm thấy bằng cách tính toán thêm.

## Điện tích điểm

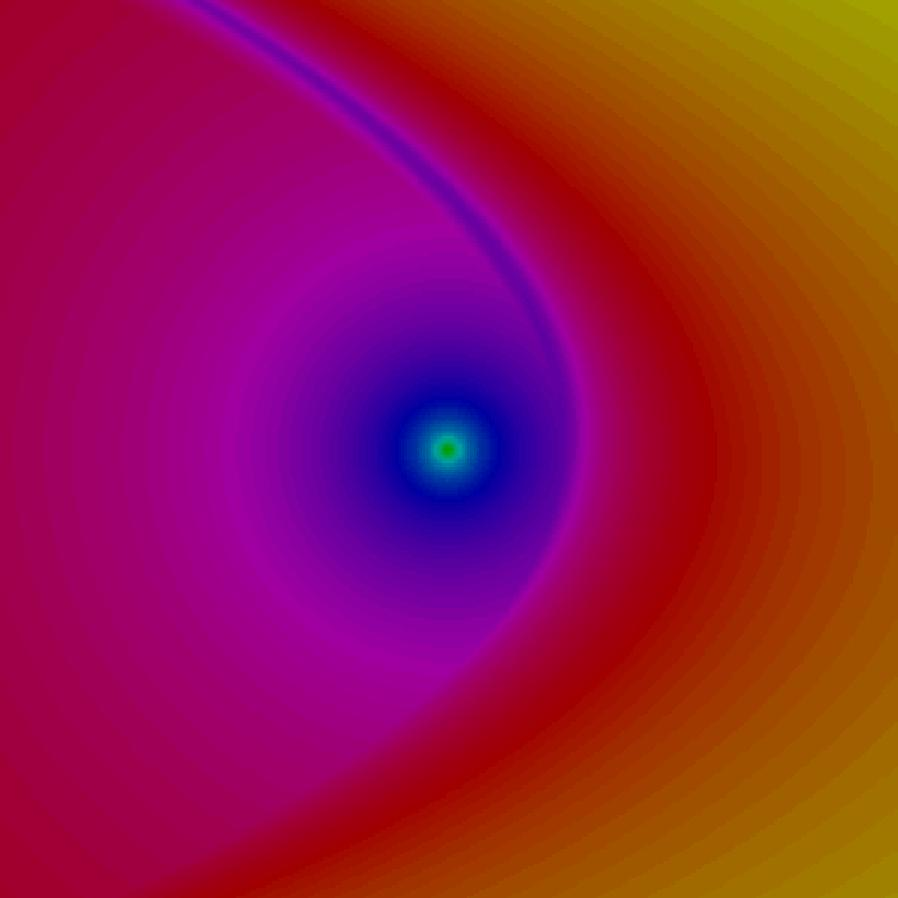
Thế năng vô hướng của một điện tích điểm ngay sau khi thoát khỏi một nam châm lưỡng cực, di chuyển từ trái sang phải.

Một điện tích điểm là một mô hình lý tưởng hóa của một hạt mang điện tích. Một điện tích điểm là một điện tích tại một điểm toán học không có kích thước.
Phương trình cơ bản của tĩnh điện là định luật Coulomb, mô tả lực điện giữa hai điện tích điểm. Điện trường liên quan đến điện tích điểm cổ điển tăng đến vô cùng khi khoảng cách từ điện tích điểm giảm đến không, làm cho năng lượng (và vì thế cả khối lượng) của điện tích điểm là vô hạn.
Định lý Earnshaw phát biểu rằng một tập hợp các điện tích điểm không thể được duy trì trong một cấu hình cân bằng chỉ bằng tương tác tĩnh điện của các điện tích.

## Trong cơ học lượng tử

Một proton là sự kết hợp của hai quark lên và một quark xuống, được giữ cùng nhau bằng các gluon.

Trong cơ học lượng tử, có sự khác biệt giữa một hạt cơ bản (còn gọi là "hạt điểm") và hạt phức hợp. Một hạt cơ bản, chẳng hạn như electron, quark hoặc photon, là một hạt không có cấu trúc bên trong. Trong khi đó một hạt phức hợp, như proton hay neutron, có cấu trúc bên trong (xem hình). Tuy nhiên, cả hạt cơ bản lẫn hạt phức hợp đều không được định vị theo không gian do nguyên lý bất định Heisenberg. Các gói sóng hạt luôn chiếm một thể tích khác không. Ví dụ, xem orbital nguyên tử: Electron là một hạt cơ bản, nhưng các trạng thái lượng tử của nó tạo thành các mô hình ba chiều.
Tuy nhiên, có lý do chính đáng để phát biểu rằng hạt cơ bản thường được gọi là hạt điểm. Ngay cả khi một hạt cơ bản có một gói sóng không được định vị, thì gói sóng đó vẫn có thể được biểu diễn dưới dạng chồng chập lượng tử của các trạng thái lượng tử trong đó hạt được định vị chính xác. Ngoài ra, các tương tác của hạt có thể được biểu diễn dưới dạng chồng chập các tương tác của các trạng thái riêng lẻ được định vị. Điều này không đúng đối với hạt phức hợp, do nó không bao giờ có thể được biểu diễn dưới dạng chồng chập của các trạng thái lượng tử được định vị chính xác. Theo nghĩa này, các nhà vật lý có thể thảo luận về "kích thước" nội tại của hạt: Đó là kích thước của cấu trúc bên trong của nó chứ không phải kích thước của gói sóng của nó. Theo nghĩa này, "kích thước" của một hạt cơ bản chính xác là bằng không.
Ví dụ, đối với electron, bằng chứng thực nghiệm cho thấy kích thước của electron nhỏ hơn 10−18 m. Điều này phù hợp với giá trị mong đợi chính xác bằng không (Không nên nhầm lẫn với bán kính electron cổ điển - có giá trị xấp xỉ 2,8179.10−15 m, mặc dù tên gọi này không liên quan đến kích thước thực tế của điện tử).